# يوسف قلفا
يوسف قلفا لاعب كرة قدم سوري من مواليد حماه (14 ايار 1993) يلعب حالياً في النادي العربي الكويتي والمنتخب السوري.

## مسيرته الرياضية
لعب لكافة الفئات السنية في نادي الطليعة الحموي، وبعد موسم تألق فيه مع الطليعة انتقل في عام 2014 إلى نادي الجيش وحقق معه بطولة الدوري السوري، لعب بعدها لصالح نادي النصر ولعب بعدها لصالح نادي الإمارات ووقع مع نادي الحزم في صيف 2018، حيث لعب معه نصف موسم فقط قبل أن ينتقل إلى نادي القادسية مطلع عام 2019 بسبب صعوبة العيش في مدينة الرس التي يوجد فيها نادي الحزم حسبما صرح في مقابلة مع برنامج «صدى الملاعب» وانتقل إلى النادي العربي في صيف 2019.

### مسيرته الدولية
شارك في 6 مباريات في تصفيات كأس العالم 2018.
شارك مع المنتخب في كأس آسيا 2019، شارك كلاعب احتياطي في أول مباراتيّن في البطولة ضد فلسطين والأردن. أكد في مقابلة في برنامج «صدى الملاعب» في 10 فبراير 2019 إلى حدوث خلافات بين لاعبي المنتخب على شارة الكابتن.

## روابط خارجية
- يوسف قلفا على موقع قاعدة بيانات كرة القدم.إي يو (الإنجليزية)
- يوسف قلفا على موقع ناشيونال فوتبول تيمز (الإنجليزية)
- يوسف قلفا على موقع Soccerway.com (الإنجليزية)